# المقصلة - أعراس (مقالات)

المقصلة - أعراس (ألبير كامو) 1938

المقصلة - أعراس مقالات للكاتب الفرنسي ألبير كامو (1913 - 1960) كتبها بين عامي 1936 - 1937، وطبع عدد صغير منها في الجزائر عام 1938. الجزء الأول من المقالات يتناول عقوبة الإعدام، والجزء الثاني يضم عدة مقالات عن تأملات الكاتب في بعض المدن الجزائرية.

## الجزء الأول: المقصلة
عدام على قاتل ارتكب جريمة بشعة في مدينة الجزائر، قبيل حرب عام 1914، فقد ذبح أسرة من المزارعين مع أطفالها، وسرق ضحاياه. ساد وقتها اعتقاد بأنَّ قطع الرأس هو عقوبة خفيفة بالنسبة لهذا القاتل، وكتب كامو أن والده حرص على أن يشهد تنفيذ الحكم وسط تجمهر كبير من الناس، ولكنه عاد بعد مشاهدة الإعدام متجهم الوجه ورفض أن يتحدث، ثم أخذ يتقيأ. فبدلًا من التفكير بالأطفال المذبوحين، لم يعد بوسعه إلا أن يفكر بهذا الجسم الذي أُلقي به على لوح خشبي، لتقطع عنقه.
يصبح من الصعب الزعم بأن عقوبة الإعدام تهدف إلى إحلال المزيد من الأمان والنظام في المجتمع، حيث دفع مشهد العقوبة الرجل الشريف إلى الغثيان، وكان من المفروض أن تحميه، بل تظهر الحقيقة بأنَّ هذه العقوبة لا تقل وحشية عن الجناية وتعتبر جريمة جديدة.
لقد اعتاد الصحفيون على استخدام صيغٍ معينة قائلين: «أنَّ المحكوم عليه قد سدد دينه تجاه المجتمع»، ولا يجرؤ أحد على الكلام بشكلٍ مباشر، وكأنهم مدركون لما فيه من عار. ونحن نعرف أنَّ المرض يكون خطيرًا حين لا نجرؤ على الكلام عنه مباشرةً (كما هو الحال في مرض السل أو السرطان). إنَّ عقوبة الإعدام لم يكن من الممكن أن تستمر لولا عدم مبالاة الرأي العام أو جهله، هذا الرأي العام لا يعبر عن رأيه إلا بالجمل التي تلقنها له الصحف ووسائل الإعلام. لكن إذا ما أظهرنا المقصلة وجعلناه يلمس الخشب والحديد وأسمعناه صوت الرأس الذي يسقط، سيستنكر في آنٍ واحد كل هذا القدر من التنكيل.
أنَّ الحجة الكبرى لأنصار عقوبة الإعدام هي عبرة القصاص. فالرؤوس لا تُقطع لمعاقبة أصحابها فقط، بل لتخويف من يفكر في السير على نهجهم، والمجتمع لا ينتقم، بل يريد أن يقي نفسه! ويطرح كامو سؤاله: «إذن كيف يمكننا الرد على أنصار عقوبة الإعدام؟».
يقول كامو: "إنَّ المجتمع نفسه لا يؤمن بالعبرة التي تنتج من الإعدام، ولو كان يؤمن بذلك لأظهر الرؤوس ولأتبع عمليات تنفيذ الإعدام بحملة دعائية، ولنصبت المقصلة في ساحة كبيرة يُدعي إليها الشعب لمشاهدة الحدث. ونحن نعرف أن عمليات الإعدام لم تعد تتم بشكلٍ علني في فرنسا منذ عام 1939، بل تجرى في السجون أمام عدد قليل من الأخصائيين، وقليل من يعلم عنها شيئًا. فكيف لجريمة قتلٍ سرية تُقترف ليلًا في سجن أن تكون ذات عبرة؟ لا تستطيع عقوبة الإعدام أن تخيف من لا يعرف أنه سيقتل في لحظة مفاجئة، ولم يثبت أيضًا أنَّ عقوبة الإعدام قد جعلت قاتلًا واحدًا، مصممًا على أن يكون قاتلًا، يتراجع عن ذلك. بالتالي، لم يعد لها أي تأثير على آلاف المجرمين. كما أن تقريرنا أن رجلًا ما ينبغي أن يحل به العقاب الأقصى، يعني أننا قررنا أن هذا الرجل ليس له الحق في التكفير عما فعله وهذا ليس من حق أحد؛ فهذا يجعلنا نكون الخصم والحكم. ولا يستطيع إنسان أن ينزل نفسه بمنزلة القاضي المطلق وأن يصدر حكمه بإنهاء وجود أسوأ المجرمين؛ فهو ليس إلهًا، كذلك إنَّ فصل الإنسان عن المجتمع فصلًا مطلقًا من خلال إعدامه لأنه شرير شرًا مطلقًا، يساوي قولنا أنَّ المجتمع خيِّر خيرًا مطلقًا، وهذا ما لن يصدقه إنسان عاقل.
أن هذه العقوبة ليست رادعًا، والدليل أن في العصر الذي كان النشَّالون فيه يُعدمون في إنجلترا، كان لصوص آخرون يستمرون في السرقة وسط الجمهور المحتشد حول المشنقة التي يُشنق عليها زميلهم. وقد أُجري إحصاء في إنجلترا يظهر أنَّ 170 من أصل كل 250 مشنوقًا قد سبق لهم وشهدوا تنفيذ إعدام أو إعدامين. وفي عام 1886، كان 164 من أصل 167 محكومًا عليه بالموت في سجن بريستول، قد شهدوا تنفيذ إعدام واحد على الأقل. وكذلك الإحصائيات التي تخص البلاد التي ألغت عقوبة الإعدام، تظهر أنه ما من ترابط بين إلغاء العقوبة والإجرام، فالإجرام لا يزيد أو ينقص.
وإذا نظرنا حاليًا إلى الدولة التي تحيط عمليات التنفيذ بالسرية وتخفي الشهادات التي تصف حالة المحكوم عليهم، سنجد أنها لا تؤمن بقيمة العبرة في العقوبة. إنهم يقتلون المجرم لأنهم كانوا يقتلونه منذ قرون، ويتبنون الحجج التي شاعت منذ قرون أيضًا، ويطبقون قانونًا دون أن يناقشوه. فالمحكوم عليهم يموتون باسم نظرية لا يؤمن بها المنفذون.
أن نسبة مسؤولية الكحول في تكوين جرائم الدم مرعبة حقأ، فقد قدرها أحد المحامين (السيد غيون) بنسبة 60% ويرى الدكتور (لاغريف) أن هذه النسبة تتراوح بين (41.7% - 72%)، ولقد دل تحقيق أجري عام 1951 في مركز الفرز بسجن فرين، لدى المحكوم عليهم باسم الحق العام، أن بينهم 29% من المدمنين المزمنين و 52%، منهم من أهل مدمئين، وأخيراً فان 95 % من قتلة الأطفال مدمنون، إن هذه لأرقام جميلة، ونستطيع أن نضع تحت الأنظار رقماً أروع أيضا: ألا وهو تصريح مصنع للمشروبات الروحية أمام لجنة الضرائب
(تأتي فرنسا في المرتبة الأولى بين البلدان المستهلكة للكحول)

## الجزء الثاني: أعراس
يشمل الجزء الثاني 4 مقالات: أعراس في تيبازة - الريح في جميلة - الصيف في الجزائر - الصحراء.
أعراس في تيبازة: «في الربيع تيبازة تسكنها الألهة، والآلهة تتكلم بحديث الشمس، ورائحة الأفسنتين، والبحر المدرع بالفضة، والسماء الزرقاء اللاظية، والخرائب الملتحفة بالأزهار، والنور الذي يتدفق تدفقاً عظيماً بين أكوام الحجارة في أوقات معينة يكون الريف أسود من الشمس... الكتلة السوداء لجبل شنوة الذي تمتد جذوره في التلال المحيطة بالقرية، ويهتز بإيقاع واثق ثقيل ليتناءى فيقبع في البحر. نصل إلى القرية المنفتحة على الخليج، ندخل إلى عالم أصفر وأزرق تستقبلنا فيه تنهدةٌ أرض الصيف في الجزائر المعطار الواخزة».
يواصل كامو وصفه الشاعري لمدينة تيبازة، وينهي مقالته قائلاً:
«الأشجار الآن عامرة بالعصافير، الأرض تتنهد ببطء قبل أن تتسربل بالظلمة. عما قريب، مع النجمة الأولى، سيرخي الليل سدوله على مسرح العالم... لم تكن الأهمية لي ولا للعالم، بل فقط للتوافق والصمت الذي يولد حبي للعالم، حب أشفق عليه من المطالبة به لنفسي وحدي، أدرك وأفخر بأنني اتقاسمه مع عرق بكامله عرق ولد من الشمس والبحر، عرق حي ومعطار يستمد عظمته من بساطته ويوجه ابتسامته المتواطئة، وهو منتصب على الشطآن إلى ابتسامة سماواته الوضيئة».
الريح في جميلة: ثمة أمكنة يموت فيها الفكر لتولد حقيقة هي نفي له بالذات. فحين ذهبت إلى جميلة كان هناك ريح وشمس، لكن هذه قصة أخرى. ما يجب أن أقوله بادئ ذي بدء هو انه كان يخيم عليها صمت كبير ثقيل لا صدع فيه، شيء ما أشبه بتوازن ميزان، صيحات طيور، الصوت المكتوم لناي ذي ثلاث فتحات ... واجد نفسي هنا متحفزاً، مجابهاً الحجارة والصمت كلما تقدم النهار وتعاظمت الجبال، واستحال لونها بنفسجياً".
يصف كامو المدينة الأثرية «جميلة» ويتطرق من أوصاف آثار القدماء الموتى إلى أفكاره الوجودية قائلاً:
«إن ما يدهشني دوماً هو فقر أفكارنا عن الموت، مع أننا نشيطون جداً في قتل سائر المواضيع بحثاً، إنه خير أو إنه هو شر. إنني أخاف منه أو أناديه (كما يقولون). لكن هذا يثبت لنا أيضاً أن كل ما هو بسيط يتجاوزنا. ما الأزرق وما نفكر عن الأزرق؟ إنها الصعوبة نفسها بالنسبة للموت. نحن لا نعرف أن نتناقش عن الموت وعن الألوان ... أقول في نفسي أموت لكن هذا لا يعني شيئا، لأنني لا أتوصل إلى الاعتقاد به ولا يمكن أن تكون لي إلا تجربة موت الآخرين. لقد رأيت أناساً يموتون ... لكن البشر يموتون رغم أنفهم ... عني أنا فلا أريد أمام هذا العالم، لا أن أكذب ولا أن يكذب على، أريد أن أحمل صحوي حتى الثمالة وأن أنظر إلى نهايتي بكل إسراف غيرتي وسعادتي. وبمقدار ما أنفصل عن العالم أخاف من الموت. وأخاف منه أيضآً بمقدار ما أرتبط بمصير البشر الذين يعيشون بدلا من أن أتأمل السماء التي تدوم أبداً. إننا بإبداعنا ميتات واعية، نقرب المسافة التي تفصلنا عن العالم».
الصيف في الجزائر: إن الحب الذي تتبادله مع مدينة هو على الأغلب حب سري. إن مدناً كباريس، براغ وحتى فلورنسا، لهمي مدن منغلقة على نفسها وتحدد بالتالي العالم الخاص بها. لكن الجزائر، ومعها بعض الأماكن الممتازة كالمدن التي على البحر، تنفتح في السماء مثل فم أو جرح، وما قد تحبه في الجزائر هو ما يعيش منه جميع الناس: البحر عند منعطف كل شارع، ثقل معين للشمس، جمال العرق.
تحت عنوان «ملاحظة» كتب كامو صفحتين في نهاية «الصيف في الجزائر» وصف فيهم اللهجة العامية لسكان مدينة الجزائر، ولم يكن قصده من ذلك إلا أن يقدم للقارئ موذجاً من فرنسية خاصة هي اللغة التي أبدعها أهل الجزائر.
الصحراء: يقيناً إن الحياة هي إلى حد ما نقيض التعبير، وإذا ما صدقت كبار الرسامين التوسكانيين، فإنها الشهادة ثلاث مرات في الصمت، والسعير، والسكون ...  حقاً إن خلود النفس يشغل، حتى قبل أن يستهلكوا نسغها، تفكير الكثير من المفكرين ذوي الإرادة الطيبة. لكن ذلك لأنهم يرفضون الحقيقة الوحيدة المعطاة لهم والتي هي الجسد. ذلك أن الجسد لا يطرح عليهم مشكلات، أو إنهم على الأقل يعرفون الحل الوحيد الذي يقترحه: أنه حقيقة يجب أن تفنى، ومن هنا كانت له مرارة ونيل لا يجرؤون على النظر إليها وجهاً لوجه".
يواصل كامو أفكاره وتأملاته الوجودية، ويكتب:
«عند هذا التأرجح يجب أن أتوقف: عند هذه اللحظة الفريدة التي تطرد فيها الروحانية الأخلاق، وتولد السعادة من غياب الأمل، وتجد الروح تبريرها في الجسد. وإذا كان صحيحاً أن كل حقيقة تحمل معها مرارتها، فصحيح أيضاً أن كل نفي يحتوي على برعم» نعم«. ونشيد الحب القانط هذا الذي يولد من التأمل يمكن أن يمثل أيضاً أنجع قواعد العمل، فمسيح بيير ديلا فرانشسكا يخلو وجهه من أية نظرة إنسانية عند انبعاثه من القبر، وما من أثر من سعادة مرسوم على وجهه، إنما فقط عظمة مستوحشة لا روح لها. لا أستطيع منع نفسي من اعتبارها تصميماً على الحياة».

## نقد وتعليقات
وضع القاضي والكاتب الفرنسي دينيس سالاس في عام 2012 كتاب عنوانه "ألبير كامو: الإنساني العنيد". ملخص الكتاب يقول: "بروح متحررة في عصر الأيديولوجيات، يضع كامو في المقدمة دفاعًا عن الإنسان يتناسب مع الهجمات التي تعرض لها في عصره. لم يتوقف أبدًا عن الجمع بين العدالة (بمعنى المساواة) والحرية. ويمكن تلخيص قناعاته على النحو التالي: دولة معتدلة، مؤسسات في خدمة الشعب، التزام يسترشد بإنسانية عنيدة.
أصدر مارك سي ميد (مساعد مدير مركز توماس ميرتون في جامعة بيلارمين - لويزفيل، كنتاكي - الولايات المتحدة) كتاب عنوانه «المتمردون في ثقافة أمنية الموت: معارضة عقوبة الإعدام في كتابات توماس ميرتون وألبير كامو»، جاء فيه: «على الرغم من اهتمام كامو بمجموعة من القضايا الاجتماعية المتعلقة بالعنف، بما في ذلك الحرب الفاشية، والوحشية الاستعمارية، كرّس كامل المقال» تأملات في المقصلة«إلى قضية عقوبة الإعدام. على الرغم من أن هذا المقال ليس أشهر أعماله، إلا أنه يُستشهد به كسبب رئيسي لحصول كامو على جائزة نوبل في الأدب عام 1957. لقد كان روائيا ذا ضمير».
كتب هنري فيسكونت في صحيفة لوموند في 23 يناير 1978:
"لم يكن ألبير كامو مخطئًا في حديثه حيث أشار، دون سخرية، إلى أن الجلاد كلف بوظيفة مقدسة، على سيفه يمكن للمرء أن يقرأ في فريبورغ: "يا رب يسوع، أنت قاض".
نشر موقع «جمعية دراسات كاموسيان»: «حدد كامو لنفسه هدف إزالة الغموض عن عقوبة الإعدام، من خلال الكشف عن الواقع الخام وراء الكليشيهات والصيغ الصحفية. يستعرض أولاً الحجج الكلاسيكية المؤيدة لعقوبة الإعدام التي حاربها فيكتور هوغو في وقته، ثم يطور معناه في العصر المعاصر الذي يتسم بإلغاء لا مركزية المجتمع وتقوية القدرة الكلية للدولة، ويرد كامو لأولئك الذين يؤكدون على الطبيعة الرادعة لعقوبة الإعدام، أن المجتمع نفسه لا يؤمن بها لأنه جعل الإعدامات التي كانت تحدث في الميدان العام تكاد تكون سرية؛ أن الإحصاءات لم تشهد قط زيادة في الجريمة في البلدان التي ألغت عقوبة الإعدام؛ أننا لا نأخذ في الاعتبار نفسية القاتل الذي تحركه العاطفة أو غريزة الموت أكثر مما يعوقه القانون».
كتب موقع مكتبة سونوري روماندي: «تأملات في المقصلة تمثل حلقة في النضال الذي لطالما خاضه كامو من أجل الاعتراف بكرامة الإنسان. العدل هو أحد الموضوعات الرئيسية لعمله. لذلك لم يستطع تجنب التفكير في عقوبة الإعدام التي يعترف فيها بمؤسسة شكل معين من الإرهاب وبقاء الطقوس البدائية. العقوبة ، التي تعاقب دون سابق إنذار، هي في الواقع تسمى الإنتقام. إنها استجابة حسابية تقريبًا يصدرها المجتمع لأي شخص يخالف قانونه البدائي. هذه الإجابة قديمة قدم الإنسان».
نشر موقع «ملاحق المدى» عن الجزء الثاني من الكتاب: «عن جزء» أعراس«فنجد أن الكاتب يحاكي الطبيعة والجمال من خلال هذا الجزء، ونجده يكتب مقالات متعددة بأسلوب شاعري يعرضها لنا عبر هذا الجزء» اعراس في تيبازة«والذي يحاكي من خلاله الربيع والجمال والشجر والمياه والخضار في مكان ما ترك في روحه تأثيرا كبيرا، أما في مقال» الريح الجميلة «فنجد أن الكاتب يحاكي ريح وعطر أماكن نترك بها انفسنا لتحيا فينا، ولا تخلو مقالات كامو من الجزائر وتأثير صيفها، إضافة إلى الصحارى».
كتب موقع حكمة: «ظهرت كتابات ألبير كامو التي تحتوي على فكر فلسفي في كتابه (أعراس)، في الجزائر عام 1938، وبقيت أساسا لعمله اللاحق. تصف هذه المقالات الغنائية متعة الوعي بالعالم، والجسد المبتهج بالطبيعة، وانغماس الفرد في الجسدية بصورة مطلقة. مع ذلك، تُقدم التجارب كحل لمشكلة فلسفية، أي إيجاد معنى الحياة في مواجهة الموت ... ربما تؤخذ هذه المقالات على أنها تحوي أفكارا شخصية للغاية، وتأملات شاب حول بيئته المتوسطية».

## وصلات خارجية
https://iep.utm.edu/albert-camus/#SSH5c.viii المقصلة - أعراس (مقالات)
https://www.goodreads.com/ar/book/show/8503009-- المقصلة - أعراس (مقالات)
https://stringfixer.com/ar/Reflections_on_the_Guillotine المقصلة - أعراس (مقالات)
https://www.almadasupplements.com/view.php?cat=16765 المقصلة - أعراس (مقالات)